# Phyllophaga triticophaga
Phyllophaga triticophaga är en skalbaggsart som beskrevs av Moron och Tommaso Salvadori 1998. Phyllophaga triticophaga ingår i släktet Phyllophaga och familjen Melolonthidae. Inga underarter finns listade i Catalogue of Life.